# Chronologie alexandrine
La chronologie alexandrine est une chronologie de type Anno Mundi en usage chez les auteurs chrétiens alexandrins. La plus ancienne chronologie alexandrine situait le commencement des temps (création d’Adam) en 5502 av. J.-C. En 284, l’année de la création devint 5492 av. J.-C.
En 412, le moine Panodoros, considérant que 5905 années s’étaient écoulées depuis la création d’Adam, situa cette dernière en 5493 av. J.-C.. Il choisit de faire commencer les années le 29 août, premier jour du mois de thout et nouvel an égyptien,. Mais son homologue Annianos préférait une date plus significative sur le plan religieux et fit commencer les années le 25 mars, date de l’annonciation, donc de l’incarnation ; cette date devint également celle de la création d’Adam (25 mars 5493 av. J.-C.) et celle de la résurrection. L’incarnation intervenait exactement 5500 ans après la création, comme l’avaient déjà proposé Julius Africanus et Hippolyte de Rome, en adéquation avec la croyance à l’apparition du Sauveur « à la onzième heure »,. L’incarnation et la résurrection tombaient un dimanche. Cette chronologie satisfaisait donc la vision finaliste qu’avaient des événements les auteurs chrétiens, mais présentait néanmoins des incohérences avec l’histoire, la mort du Christ y intervenant en 42 de notre ère, ainsi qu’avec l'Évangile de Jean qui situe la Passion le vendredi après le début de la Pâque juive.
Cette chronologie eut un succès certain, en particulier dans le milieu monastique. Elle fut acceptée entre autres par Maxime le Confesseur, Théophane le Confesseur et Georges le Syncelle.
Mais au VIIe siècle, l’auteur de la Chronicon Paschale l'ignora et décida de privilégier la conformité historique de la résurrection en la situant en 31 de notre ère, le troisième jour après le début de la Pâque juive. La création d’Adam y avait lieu le 21 mars 5507 av. J.-C.. À la fin du Xe siècle, la chronologie dite byzantine datant du VIIe siècle au moins, plaçant la création d’Adam le 1er septembre 5509, devint la référence pour les Églises chalcédoniennes.